# Collège Fridericianum

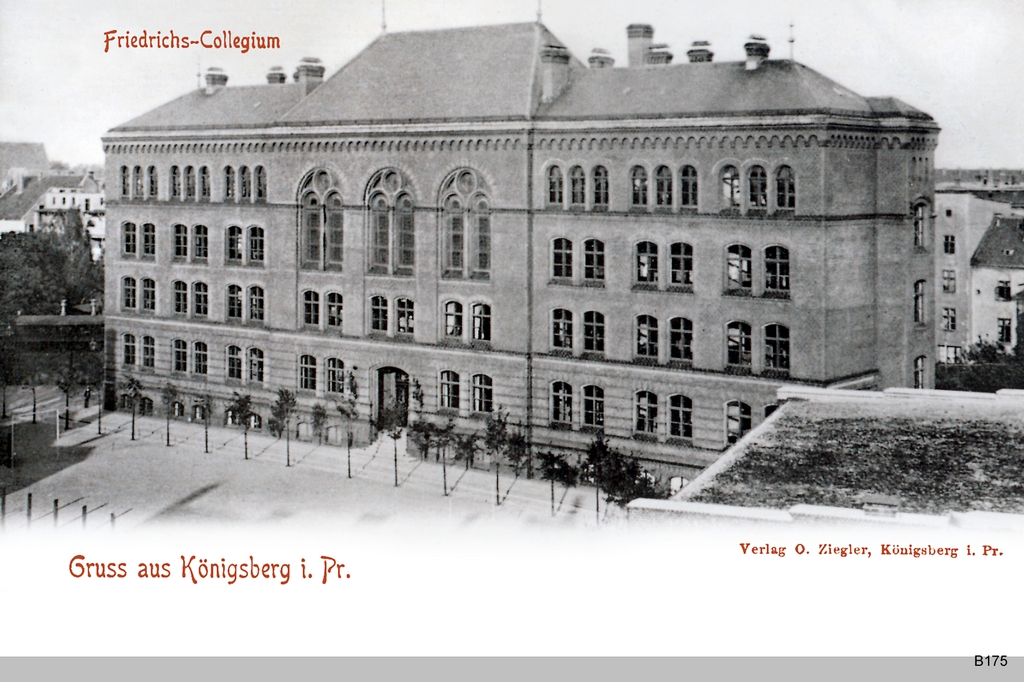
Collège Fridericianum ou Collège Frédéric

Le Collège royal Fridericianum (plus tard aussi appelé Collège Frédéric) est une école supérieure à Königsberg. Il est nommé d'après Frédéric Ier de Prusse.

## Histoire

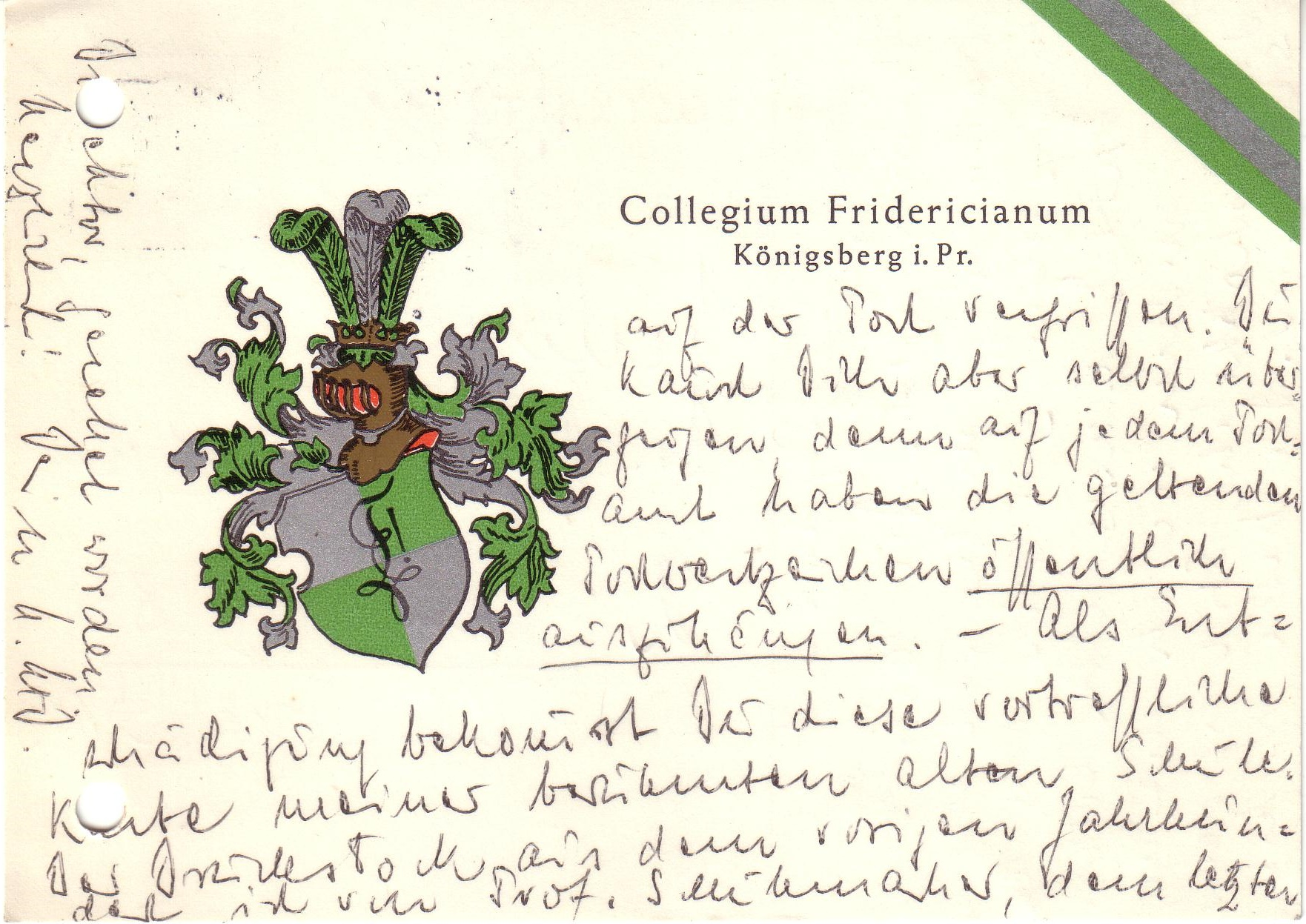
Carte de Couleur (envoyée en 1966)

L'école est fondée le 11 août 1698 par Theodor Gehr (de) en tant qu'école privée piétiste dans sa maison de Sackheim. Le modèle est l'orphelinat Francke à Halle-sur-Saale avec des classes différentes selon les objectifs de formation. Avant même la mort prématurée de son fondateur (1707), le nouvel établissement reçoit en la personne de Heinrich Lysius (de), âgé de 35 ans et originaire de Flensbourg, un directeur énergique et scientifiquement compétent qui, malgré toutes les résistances et les difficultés financières, dirige avec succès le Collège Fridericianum, comme il s'appelait depuis 1703. En 1701, le Collège Fridericianum reçoit le privilège "royal" du roi de Prusse Frédéric Ier à l'occasion de son couronnement. Rapidement, l'institut devient l'une des écoles les plus importantes de Prusse et le centre du piétisme dans sa confrontation avec les luthériens de la ville et de l'université. Les recteurs parrainés par les rois prussiens sont devenus influents dans le façonnement de la vie intellectuelle. Des examens publics sont également introduits. Le Collège devient la principale école de Königsberg, même si un déclin temporaire s'installe après le recteur Franz Albert Schultz (de). L'inspecteur en chef de l'institution de 1790 à 1806 est le théologien et philologue Samuel Gottlieb Wald.
En octobre 1810, l'école est cérémonieusement rouverte en tant que premier lycée royal de Prusse, organisé selon les idées de réforme néo-humanistes de Wilhelm von Humboldt. Son projet d'école de Königsberg (de) est l'une des sources centrales de la pédagogie prussienne : « Le but de l'instruction scolaire est de pratiquer des compétences et d'acquérir des connaissances sans lesquelles la perspicacité scientifique et l'art sont impossibles. Les deux doivent être préparés par lui ; le jeune doit être mis réellement en mesure de collecter le matériel, sur lequel toute sa propre créativité doit toujours être connectée, en partie maintenant et en partie pour pouvoir le collecter au fur et à mesure qu'il plaît à l'avenir et de former les pouvoirs intellectuels-mécaniques. Elle est double, d'abord avec l'apprentissage lui-même, ensuite avec celui apprentissage apprentissage occupé[incompréhensible]. Mais toutes ses fonctions ne sont que relatives, toujours subordonnées à quelque chose de supérieur, ne faisant que collecter, comparer, ordonner, vérifier, etc. L'Absolu est seulement stimulé. » Le Masure et plus tard professeur Wilhelm Herrmann écrit dans l'album Schmiedeberg: « Le Fridericianum était le purgatoire vers le ciel à Albertina. »
Le nouveau bâtiment est inauguré le 17 octobre 1855.
Dans la nuit du 29 au 30 août 1944, les raids aériens britanniques sur Königsberg détruisent le bâtiment de l'école. L'école continué d'exister jusqu'au 24 janvier 1945. Le dernier proviseur, Bruno Schumacher (de), réussit à emporter avec lui une copie du registre des élèves de 1750 à 1944 lorsqu'il s'enfuit de l'incendie de Königsberg et fonde une association d'anciens élèves.
Le lycée de Kneiphof existe à Königsberg depuis 1304 et le lycée de la vieille ville depuis 1525.

## Parrainage
Le 28 mai 1955, le lycée Landfermann (de) de Duisbourg reprend le parrainage de l'ancien Collège Fridericianum. Ceci est encore intensivement cultivé aujourd'hui, par exemple à travers les concours annuels de la Fondation Professeur Schumacher.

## Directeurs
En ordre chronologique:
- 1702-1731 : Heinrich Lysius (de), théologien

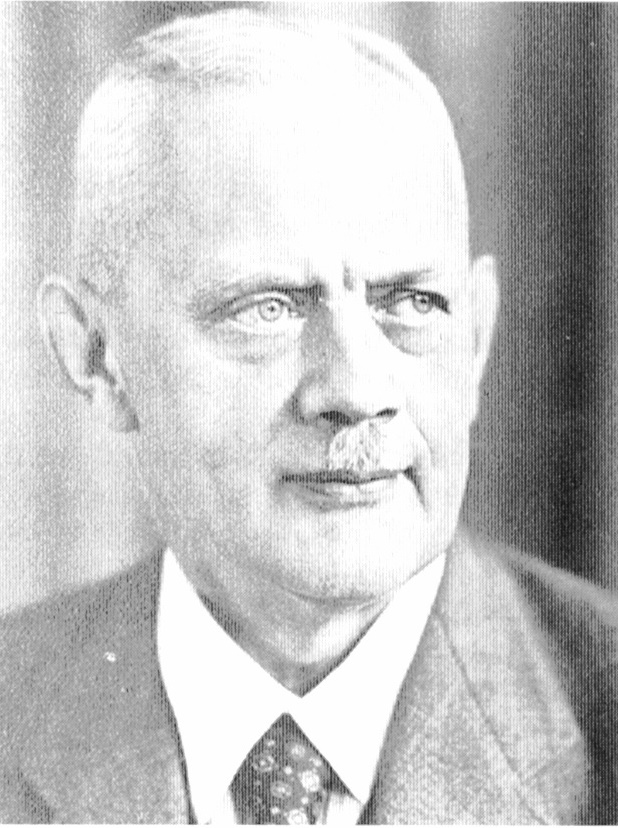
Bruno Schumacher, dernier directeur

- 1731-1733 : Georg Friedrich Rogall, théologien
- 1733-1763 : Franz Albert Schultz (de), théologien
- 1763-1766 : Daniel Heinrich Arnoldt, théologien
- 1766-1796 : Gotthilf Christian Reccard (de), théologien
- 1806–1810 : vacant[1]
- 1810–1852 : Friedrich August Gotthold (de), philologue, promoteur de l'enseignement musical
- 1852–1860 : Johannes Horkel[1]
- 1861-1863 : Theodor Adler (de)
- 1863–? : Gustav H.Wagner[1]
- 1891-1908 : Georg Ellendt (de)
- 1914 : Alfred Rausch
- 1934-1945 : Bruno Schumacher (de), historien de la Prusse

## Professeurs
- Friedrich Wilhelm Barthold, historien (1826-1831)
- Johann Gottlieb Bujack (de), naturaliste (1810-1840)
- Johann Wilhelm Ebel (de), prédicateur (1810–1816)
- Johann Gottfried von Herder, poète, traducteur, théologien et philosophe (1763)[1]
- Heinrich Otto Hoffmann, professeur de mathématiques (1854-1876)
- Johann Friedrich Jacob (de) (1818–1825)[1],[4]
- Karl Lachmann (1816–1818)[1]
- Karl Lehrs (de) (1825–1845)[1]
- Eduard Hermann Marotzki, théologien et philosophe[5]
- Adolf Karl August Matern[5]
- Karl Friedrich Merleker (de), géographe et historien (jusqu'en 1869)[5]
- Carl Friedrich Wilhelm Müller (de), philologue classique et professeur à l'Université de Breslau[5]
- Karl Heinrich Pudor (de) (1802–1804)
- Carl Heinrich Saemann (de) (1790–1860)
- Christian Schiffert (de), vice-recteur à partir de 1733

## Élèves
- Paul Adloff (de), dentiste et anthropologue
- Adolf Tortilowicz von Batocki-Friebe, meilleur diplômé après l'introduction de l'Abitur, président senior en Prusse-Orientale
- Theodor Joseph Blell, homme politique du Zentrum et député du Reichstag
- Hermann Bobrik (de), historien et géographe
- Hans-Georg Bock (de), juge
- Carl Böttcher (de), philologue
- Franz Brandstäter (de), philologue
- Georg Bujack (de), philologue et préhistorien
- Gustav Calame (de) (1830-1905), juge impérial
- Friedrich Reinhold Dietz (de), philologue et médecin
- Friedrich Dewischeit (de), poète de Mazurie
- Kurt Dieckert (de), chroniqueur de la chute de Königsberg
- Hans Doering (de), chirurgien, professeur d'université à Göttingen
- Alexander Dorner, directeur de musée et professeur d'université à Hanovre
- Johann Wilhelm Ebel (de) (1784–1861), théologien
- Heinrich Eberts (de), responsable des forêts et du ministère, professeur d'université
- Botho Heinrich zu Eulenburg, avocat administratif et propriétaire terrien du royaume de Prusse
- Traugott Fedtke (de), organiste et compositeur à Königsberg et Berlin
- Fritz Gause, historien de la ville de Königsberg
- Klaus von der Groeben, avocat administratif
- Hanswerner Heincke (de), philologue
- Karl Haffner (de), dramaturge
- August Heinrici (de), surintendant, député de la chambre des représentants de Prusse
- Theophil Herbst (de), romaniste à l'Université Albertus
- David Hilbert, mathématicien
- Leopold von Hoverbeck (de), député libéral du Reichstag
- Johann Jacoby, médecin et démocrate
- Hans Kallmeyer (de), peintre
- Emmanuel Kant, philosophe
- Friedrich Julius Kieschke (de), maire de Königsberg, député de la Chambre des représentants de Prusse
- Hans Koch (de) (1861-1945), philologue classique, professeur de lycée en Prusse-Orientale et à Berlin (jusqu'aux classes inférieures)
- Samuel Kokosky (de) (1838–1899), avocat, social-démocrate
- Gustav Kordgien (de), germaniste et romaniste
- Hans Kramer, chef forestier dans la forêt des élans (de)
- Horst Kramer (de), scientifique forestier à Göttingen
- Alexander Küntzel (1804–1873), avocat et propriétaire terrien prussien, député du Parlement de Francfort
- Georg David Kypke (de), orientaliste
- Johann-Friedrich Lauson [6]
- Carl Laudien (1799-1856), avocat prussien et conseiller du gouvernement, député du Parlement de Francfort.
- Hugo Linck (de), pasteur à Königsberg jusqu'en 1948
- Fritz Albert Lipmann, biochimiste, prix Nobel de médecine (1953)
- Johann Heinrich Daniel Moldenhawer (de), théologien, bibliothécaire et traducteur de la Bible
- Bernhard Mrowka (de), physicien
- Johann August Muttray (1808–1872), médecin et membre du Parlement de Francfort
- Otto Nicolai, compositeur et chef d'orchestre (Orchestre philharmonique de Vienne)
- Matthias Balthasar Nicolovius (de) (1717-1778), fonctionnaire et conseiller privé prussien et secrétaire principal
- Ludwig Passarge (de), juriste, écrivain et éditeur de voyages
- Siegfried Passarge, géographe et géologue
- August Eduard Preuß, écolier et auteur de manuels
- Reinhold Rehs (de), homme politique du SPD et de la CDU
- Albert Reusch (de), philologue
- Johann Georg Rosenhain (de), mathématicien
- David Ruhnkenius, spécialiste des classiques et bibliothécaire
- Otto Saro, procureur général, député du Reichstag
- Alexander Schmidt (de), érudit shakespearien
- Friedrich Ludwig Schröder, directeur de théâtre, dramaturge et franc-maçon
- Dietrich von Saucken, général de Panzertruppe
- Eduard von Simson, président du Reichsgericht et du Reichstag
- Georg Steenke (de), ingénieur hydraulique
- Max Toeppen, professeur de lycée, historien d'État de la Prusse et de la Mazurie
- Siegfried Thomaschki, général d'artillerie
- Siegfried von der Trenck (de), poète-juriste
- Horst Uffhausen (de), juge fédéral
- Alfred Voigt (de), juriste